# Obedska bara

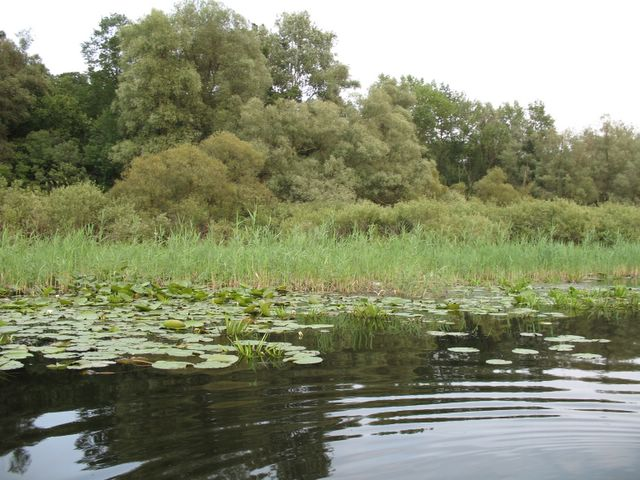

Obedska bara (Estanque Obedska o Ciénaga Obedska, cirílico serbio: Обедска бара) es una gran zona de bosque y pantano y una reserva natural que se extiende a lo largo del río Sava en el sur de Sirmia (Serbia), a unos 40 km al oeste de Belgrado. 
El estanque es un brazo muerto, un resto de los meandros del antiguo río Save, cuyo principal curso hoy en día fluye más al sur. Debido a su forma, el lecho cenagoso de la laguna, situado entre los pueblos de Obrež y Kupinovo se llama "La herradura" (potkovica). Terrenos más altos con depresiones cortadas y antiguos bosques de roble se llaman "La Pezuña" (kopito).
La laguna es un auténtico complejo de afluentes estancados, marismas, pozos, vegetación pantanosa, prados encharcados y bosques. Es el hábitat de más de 30 biocenosis de agua, pantano, bosque y prado. La fauna incluye 220 especies de aves, 50 especies de mamíferos, 13 de anfibios, 11 de reptiles y 16 de peces, mientras que la flora incluye 500 especies de plantas, 180 especies de hongos y 50 especies de musgo. Es uno de los hábitats más ricos y bien conservados en la llanura panónica.
El estanque de Obedska es una de las áreas naturales más antiguas del mundo, habiéndose introducido por vez primera medidas de protección en 1874, cuando el Imperio Habsburgo lo protegió como terreno de caza para la familia real. Actualmente, tiene un estatus de protección de primera categoría, indicando el activo natural de excepcional valor. Su estatus ha sido verificado por la Convención de Ramsar sobre humedales desde 1977, e incluido en la lista de áreas importantes para la conservación de las aves de Europa de BirdLife International, y en la lista mundial de la UNESCO de las áreas más importantes de humedal.